# Ивайла Бакалова
Ивайла Бакалова е българска манекенка и фотомодел.

## Ранен живот и кариера
Родена е на 16 юли 1981 г. в град Варна, където завършва СУЕО „А.С. Пушкин (познато като Руско училище) с френски, след което следва „Маркетинг и реклама“. През 2000 г. печели конкурса „Мис Черно море“ в курортния комплекс Албена, а през 2001 г. става „Мис България – Вселена 2001“. Взема участие в „Мис Вселена – 2001“ в Пуерто Рико, и „Модел на Вселената" в Истанбул – 2001 г.
Носителка е на титлата „Мис Черно море“ и „Мис България – Вселена 2001“. Понастоящем е собственик на продуцентската компания „Пик енд Мор“.
През 2009 г. е част от VIP Brother, а през 2014 г. участва в риалити шоуто „Къртицата“, което напуска преждевременно дни преди финала поради инцидент.

## Семейство
Има сестра близначка Божидара Бакалова, която се занимава с мода и има собствена модна линия By Bakalova. 
Ивайла има дъщеря Рая, родена през 2003 г. През декември 2022 се ражда втората ѝ дъщеря Вяра.